# Стальпет
Стальпет (швед. Stalpet) — водоспад на річці Свартон (притока Мутали) у Швеції. Висота 19 м. Розташований біля міста Анебю.   